# Turkowo
Turkowo [pronunciación en polaco: /turˈkɔvɔ/] es un pueblo ubicado en el distrito administrativo de Gmina Kuślin, dentro del Distrito de Nowy Tomyśl, Voivodato de Gran Polonia, en el oeste de Polonia central. Se encuentra aproximadamente a 23 kilómetros al noreste de Nowy Tomyśl y a 33 kilómetros al oeste de la capital regional Poznań.